# Torwoodlee
Der Broch und das Hillfort von Torwoodlee liegen drei Kilometer westlich von Galashiels in der Border Region Schottlands auf einem etwa 300 m hohen Sporn (Harrigalt Head) in einer Schleife des Gala Water, die von der A72 (Straße) aus erreichbar ist. Es ist einer von drei erhaltenen Brochs (neben Bow Castle und Edin’s Hall) in der Borderregion.
Das mehrperiodische, 1891 untersuchte und 1950 ausgegrabene Denkmal zeigt Belege absichtlicher Zerstörung. Die Wälle des leicht ovalen Hillforts von etwa 110 × 130 m sind kaum noch erkennbar. Die Ausgrabung des Brochs zeigte, dass er teilweise über den verfüllten Gräben des Hillforts gebaut und später planmäßig abgebrochen wurde. Die Brochmauer überlebte bis zu einer Höhe von weniger als einem Meter, aber es blieben interessante Details sichtbar. Der Durchgang zeigt den Rest einer Wächterzelle (englisch guard-cell) und einen Absatz, gegen den eine Holztür verriegelt worden ist. Der innerhalb der 5,2 m dicken Wandung liegende Innenraum hat etwa 12 m Durchmesser. Ein gemeinsamer Zugang führt rechts zu einer intramuralen Zelle und links zum Beginn der innerhalb der Wand gelegenen Treppe.
Römische Artefakte (Glas und Keramik) aus dem späten 1. Jahrhundert, unter dem Broch, weisen darauf hin, dass er etwa 100 n. Chr. oder später gebaut wurde. Das römische Material könnte Beute aus dem Überfall auf das Trimontium Castel in Newstead sein.
Der Broch war, was relativ selten ist, aber auch am wesentlich älteren Broch von Crosskirk zu beobachten war, von einem Wall und einem 2,7 m breiten und 1,6 m tiefen Graben umgeben. Die Ausgrabung zeigte, dass er mit den Trümmern vom Abbruch des Brochs aufgefüllt worden war. Das war unmittelbar, nachdem der Graben ausgehoben war, geschehen. Es ist riskant archäologische Ergebnisse mit historischen Ereignissen zu verbinden. In diesem Fall scheint es zumindest möglich, das Schicksal des Brochs mit dem Vorrücken der Römer auf die Grenze am Antoninuswall (142–144 n. Chr.) zu verbinden, zumal die Verlängerung der Dere Street nach Edinburgh in der Nähe vorbeiführte. Auch der Broch von Leckie nördlich des neuen Walls und vermutlich auch das benachbarte Bow Castle wurden zu dieser Zeit zerstört.